# Alen Borišek
Alen Borišek, slovenski stand-up komik, * 15. maj 1985, Trbovlje.

## Življenjepis
S stand-up komedijo se je začel ukvarjati v začetku leta 2020. S svojim specifičnim smislom za humor si je hitro pridobil veliko bazo zvestih oboževalcev in si že v naslednjem letu prislužil svoj prvi nastop na 14. Panč festivalu v kategoriji brez cenzure. Tam je ponovno nastopil leta 2023 in 2024.
Med njegovimi nastopi govori o svoji družini in izzivi iz vsakdanjega življenja, s katerimi se srečuje. Publika si ga pogosto zapomni po zgodbi o konju iz pornografskega filma. Njegove pripovedi so primerne za odraslo publiko.
Na začetku svoje kariere je material pogosto testiral v Prulček baru v Ljubljani. Občasno se je kot prednastopajoči pridružil Marku Žerjalu na njegovi turneji predstave Čudni cajti.
Leta 2024 se je podal na vseslovensko turnejo Črni humor v družbi Aljaža Poredoša, Saša Stareta in Marka Žerjala. Poleg Alena Mastnaka in Dina Kapetanoviča nastopa tudi v avtorski monokomediji Vida Valiča z naslovom Moška pamet. Na Voyo ga lahko gledamo v deseti epizodi tretje sezone oddaje StendAp.
Avgusta 2024 je v Kostanjevem gaju v tekmovanju tipa na žaru (roast) premagal sedem svojih kolegov in zasedel drugo mesto.

### Zasebno
Je oče dveh hčerk. V šali rad prizna, da ne ve, koliko sta stari, saj se ta podatek vedno spreminja. Rad gleda dokumentarce o serijskih morilcih, za ogled kakšnega filma pa zaradi prezasedenosti z nastopi pogosto nima časa.